# Carl Pauen
Johann Peter Carl Pauen (* 7. April 1859 in Mönchengladbach; † 7. Juni 1935 in Bonn) war ein deutscher Moderner Fünfkämpfer. Als erster deutscher Athlet nahm er in dieser Sportart an Olympischen Spielen teil.

## Karriere
Pauen trat als einziger deutscher Vertreter im Modernen Fünfkampf bei den Olympischen Sommerspielen 1912 in Stockholm an und belegte den 28. Platz.

## Persönliches
Am 15. Februar 1908 heiratete er Maria Schelleckes in Krefeld. Pauen starb 76-jährig im Bonner Stadtbezirk Bad Godesberg.